# شيريل ميلر (ممثلة)
شيريل ميلر (بالإنجليزية: Cheryl Miller)‏ هي ممثلة أمريكية، ولدت في 4 فبراير 1943 في الولايات المتحدة.

## وصلات خارجية
- شيريل ميلر على موقع IMDb (الإنجليزية)
- شيريل ميلر على موقع ألو سيني (الفرنسية)
- شيريل ميلر على موقع أول موفي (الإنجليزية)
- شيريل ميلر على موقع قاعدة بيانات الفيلم (الإنجليزية)